# Leichtathletik-U20-Weltmeisterschaften 2020
Die 18. Leichtathletik-U20-Weltmeisterschaften fanden vom 18. bis 22. August 2021 im Kasarani Stadium in der kenianischen Hauptstadt Nairobi statt, womit die U20-Weltmeisterschaften erstmals in Afrika stattfanden.
Ursprünglich sollten die Wettbewerbe bereits im Jahr 2020 stattfinden, jedoch wurden sie aufgrund der COVID-19-Pandemie um ein Jahr verschoben. Zahlreiche traditionell starke Nationen wie beispielsweise die Vereinigten Staaten, Großbritannien, Deutschland sowie China und Japan und zahlreiche andere Staaten verzichteten aufgrund der Situation im Land auf eine Teilnahme. Gastgeber Kenia wurde wie schon 2018 zur erfolgreichsten Nation, gefolgt von Finnland und Nigeria.

## Männer

### 100 m
| Platz | Athlet                   | Land | Zeit (s) |
| ----- | ------------------------ | ---- | -------- |
| 1     | Letsile Tebogo           | BOT  | 10,19    |
| 2     | Benjamin Richardson      | RSA  | 10,28    |
| 3     | Shainer Rengifo Montoya  | CUB  | 10,32    |
| 4     | Ali Anwar Ali al-Balushi | OMA  | 10,39    |
| 5     | Oliwer Wdowik            | POL  | 10,46    |
| 6     | Matteo Melluzzo          | ITA  | 10,49    |
| 7     | Nazzio John              | GRN  | 10,52    |
| 8     | Godson Oghenebrume       | NGR  | 10,74    |

Finale: 19. August, Wind: −0,2 m/s

### 200 m
| Platz | Athlet                  | Land | Zeit (s)    |
| ----- | ----------------------- | ---- | ----------- |
| 1     | Udodi Onwuzurike        | NGR  | 20,21 NU20R |
| 2     | Letsile Tebogo          | BOT  | 20,38       |
| 3     | Sinesipho Dambile       | RSA  | 20,48 SB    |
| 4     | Tarsis Orogot           | UGA  | 20,57       |
| 5     | Tazana Kamanga-Dyrbak   | DEN  | 20,58       |
| 6     | Shainer Rengifo Montoya | CUB  | 21,01       |
| 7     | Blessing Afrifah        | ISR  | 21,03       |
| 8     | Jakub Pietrusa          | POL  | 25,62       |

Finale: 21. August, Wind: +0,5 m/s

### 400 m
| Platz | Athlet                | Land | Zeit (s)    |
| ----- | --------------------- | ---- | ----------- |
| 1     | Anthony Pesela        | BOT  | 44,58 CR PB |
| 2     | Luis Avilés           | MEX  | 44,95 NU20R |
| 3     | Antonie Nortje        | RSA  | 45,32 PB    |
| 4     | Lythe Pillay          | RSA  | 45,53 PB    |
| 5     | Muzala Samukonga      | ZAM  | 45,89 PB    |
| 6     | Lorenzo Benati        | ITA  | 46,06 PB    |
| 7     | Michael Roth          | CAN  | 46,10 PB    |
| 8     | Kennedy Kimeu Muthoki | KEN  | 46,51       |

Finale: 21. August

### 800 m
| Platz | Athlet              | Land | Zeit (min)             |
| ----- | ------------------- | ---- | ---------------------- |
| 1     | Emmanuel Wanyonyi   | KEN  | 1:43,76 CR WU20L NU18R |
| 2     | Mohamed Ali Gouaned | ALG  | 1:44,45 NU20R          |
| 3     | Noah Kibet          | KEN  | 1:44,88 PB             |
| 4     | Jakub Davidík       | CZE  | 1:46,07 NU20R          |
| 5     | Daniel Wolde        | ETH  | 1:48,62                |
| 6     | Kacper Lewalski     | POL  | 1:49,40                |
| 7     | Abdullahi Hassan    | CAN  | 1:50,07                |
| 8     | Paul Anselmini      | FRA  | 1:53,70                |

Finale: 22. August

### 1500 m
| Platz | Athlet              | Land | Zeit (min) |
| ----- | ------------------- | ---- | ---------- |
| 1     | Vincent Keter       | KEN  | 3:37,24    |
| 2     | Wegene Addisu       | ETH  | 3:37,86    |
| 3     | Melkeneh Azize      | ETH  | 3:40,22    |
| 4     | Pol Oriach          | ESP  | 3:40,36    |
| 5     | Peter Maru          | UGA  | 3:41,45    |
| 6     | Abderezak Suleman   | ERI  | 3:42,53    |
| 7     | Hamza Bouchallikh   | MAR  | 3:46,75    |
| 8     | Jean de Dieu Butoyi | BDI  | 3:47,42 PB |

Finale: 21. August

### 3000 m
| Platz | Athlet            | Land | Zeit (min) |
| ----- | ----------------- | ---- | ---------- |
| 1     | Tadese Worku      | ETH  | 7:42,09 CR |
| 2     | Ali Abdilmana     | ETH  | 7:44,55 PB |
| 3     | Habtom Samuel     | ERI  | 7:52,69 PB |
| 4     | Merhawi Mebrahtu  | ERI  | 7:55,50 PB |
| 5     | Lionel Nihimbazwe | BDI  | 8:04,07 PB |
| 6     | Dismas Yeko       | UGA  | 8:08,76    |
| 7     | Daniel Kinyanjui  | KEN  | 8:09,40    |
| 8     | Dan Kibet         | UGA  | 14:15,37   |

18. August

### 5000 m
| Platz | Athlet           | Land | Zeit (min)  |
| ----- | ---------------- | ---- | ----------- |
| 1     | Benson Kiplangat | KEN  | 13:20,37 PB |
| 2     | Tadese Worku     | ETH  | 13:20,65    |
| 3     | Levy Kibet       | KEN  | 13:26,01 PB |
| 4     | Addisu Yihune    | ETH  | 13:32,76    |
| 5     | Merhawi Mebrahtu | ERI  | 13:40,63 PB |
| 6     | Habtom Samuel    | ERI  | 13:45,65    |
| 7     | Rodgers Kibet    | UGA  | 13:57,97    |
| 8     | Ajan Chol        | SSD  | 14:14,37    |

19. August

### 10.000 m Bahngehen
| Platz | Athlet              | Land | Zeit (min)  |
| ----- | ------------------- | ---- | ----------- |
| 1     | Heristone Wafula    | KEN  | 42:10,84 PB |
| 2     | Amit                | IND  | 42:17,94    |
| 3     | Paul McGrath        | ESP  | 42:26,11 PB |
| 4     | Dimitri Durand      | FRA  | 42:47,58 PB |
| 5     | Dmitri Gramatschkow | ANA  | 42:54,14    |
| 6     | Mazlum Demir        | TUR  | 43:01,33    |
| 7     | Mert Kahraman       | TUR  | 43:27,96    |
| 8     | Bryan Matías        | GUA  | 43:34,02    |

21. August

### 110 m Hürden (99 cm)
| Platz | Athlet               | Land | Zeit (s)       |
| ----- | -------------------- | ---- | -------------- |
| 1     | Sasha Zhoya          | FRA  | 12,72 CR WU20R |
| 2     | Vashaun Vascianna    | JAM  | 13,25 PB       |
| 3     | Jakub Szymański      | POL  | 13,43 PB       |
| 4     | Saeed Othman al-Absi | QAT  | 13,46 NU20R    |
| 5     | Erwann Cinna         | FRA  | 13,50 PB       |
| 6     | Jhon Paredes         | COL  | 13,52          |
| 7     | Cheung Siu Hang      | HKG  | 13,53 NU20R    |
| 8     | Štěpán Schubert      | CZE  | 13,69          |

Finale: 21. August, Wind: +1,0 m/s

### 400 m Hürden
| Platz | Athlet            | Land | Zeit (s)    |
| ----- | ----------------- | ---- | ----------- |
| 1     | Berke Akçam       | TUR  | 49,38 NU20R |
| 2     | Denis Nowoselzew  | ANA  | 49,62 PB    |
| 3     | Devontie Archer   | JAM  | 49,78 PB    |
| 4     | Ezekiel Nathaniel | NGR  | 49,89 PB    |
| 5     | Matic Ian Guček   | SVN  | 50,80       |
| 6     | Peter Kithome     | KEN  | 50,94       |
| 7     | Stjepan Jan Cik   | CRO  | 52,60       |
|       | Oskar Edlund      | SWE  | DSQ         |

Finale: 22. August

### 3000 m Hindernis
| Platz | Athlet                 | Land | Zeit (min) |
| ----- | ---------------------- | ---- | ---------- |
| 1     | Amos Serem             | KEN  | 8:30,72    |
| 2     | Tadese Takele          | ETH  | 8:33,15    |
| 3     | Simon Kiprop Koech     | KEN  | 8:34,79    |
| 4     | Samuel Firewu          | ETH  | 8:46,16    |
| 5     | Abel Yemane            | ERI  | 8:49,96 PB |
| 6     | Elphas Toroitich Ndiwa | UGA  | 8:58,09    |
| 7     | Leonard Chemutai       | UGA  | 9:03,14    |
| 8     | Simon Mebrahtu         | ERI  | 9:07,13    |

22. August

### 4 × 100 m Staffel
| Platz         | Land                                                                       | Athleten                                                                              | Zeit (s)       |
| ------------- | -------------------------------------------------------------------------- | ------------------------------------------------------------------------------------- | -------------- |
| 1             | Südafrika                                                                  | Mihlali Xhotyen Sinesipho Dambile Letlhogonolo Moleyane Benjamin Richardson           | 38,51 WU20R CR |
| 2             | Jamaika                                                                    | Alexavier Monfries Bryan Levell Andrew Gilipps Sandrey Davison                        | 38,61 AU20R    |
| 3             | Polen                                                                      | Dominik Łuczynski Patryk Krupa Jakub Pietrusa Oliwer Wdowik                           | 38,90 AU20R    |
| 4             | Italien                                                                    | Angelo Ulisse Matteo Melluzzo Filippo Cappelletti Lorenzo Simonelli                   | 39,28 NU20R    |
| 5             | Kolumbien                                                                  | Néider Abello Jhon Paredes Jhon Berrío Carlos Flórez                                  | 40,00 NU20R    |
| 6             | Griechenland                                                               | Konstantinos Milios Ioannis Kariofyllis Ioannis Granitsiotis Nikolaos Panagiotopoulos | 40,07 NU20R    |
|               | Nigeria                                                                    | Nicholas Fakorede Ogheneovo Mabilo Udodi Onwuzurike Godson Oghenebrume                | DNF            |
| Saudi-Arabien | Nasser Mahmoud Mohammed Ali Ahmed Ali Sultan Kaabi Anbar Jamaan al-Zahrani | DSQ                                                                                   |                |

Finale: 22. August

### 4 × 400 m Staffel
| Platz | Land     | Athleten                                                             | Zeit (min)    |
| ----- | -------- | -------------------------------------------------------------------- | ------------- |
| 1     | Botswana | Collen Kebinatshipi Anthony Pesela Oreeditse Masede Phenyo Majama    | 3:05,22 WU20L |
| 2     | Jamaika  | Malachi Johnson Jeremy Bembridge Tahj Hamm Devontie Archer           | 3:05,76 SB    |
| 3     | Kenia    | Joshua Wanyonyi Elkanah Chemelil Kennedy Kimeu Muthoki Peter Kithome | 3:05,94       |
| 4     | Nigeria  | Johnson Nnamani Dubem Amene Ezekiel Nathaniel Bamidele Ajayi         | 3:07,19       |
| 5     | ECU      | Katriel Angulo Miguel Maldonado Steeven Salas Alan Minda             | 3:09,32       |
| 6     | Polen    | Michał Wróbel Jakub Sobura-Durma Jakub Kozacki Patryk Grzegorzewicz  | 3:09,74       |
| 7     | Rumänien | Denis Toma Mark Fandly Adrian Bondoc Remus Niculiță                  | 3:10,07 SB    |
| 8     | Italien  | Stefano Grendene Tommaso Boninti Francesco Pernici Lorenzo Benati    | 3:12,16       |

Finale: 22. August

### Hochsprung
| Platz | Athlet               | Land | Höhe (m) |
| ----- | -------------------- | ---- | -------- |
| 1     | Yonathan Kapitolnik  | ISR  | 2,26 PB  |
| 2     | Massimiliano Luiu    | ITA  | 2,17 PB  |
| 3     | Mateusz Kołodziejski | POL  | 2,17     |
| 4     | Omamuyovwi Erhire    | NGR  | 2,14     |
| 5     | Brian Raats          | RSA  | 2,14     |
| 6     | Roman Petruk         | UKR  | 2,10     |
| 7     | Jakub Bělík          | CZE  | 2,10     |
| 8     | David Aya            | NGR  | 2,10     |

21. August

### Stabhochsprung
| Platz | Athlet             | Land | Höhe (m) |
| ----- | ------------------ | ---- | -------- |
| 1     | Matwej Wolkow      | BLR  | 5,45     |
| 2     | Juho Alasaari      | FIN  | 5,35     |
| 3     | Kyle Rademeyer     | RSA  | 5,30     |
| 4     | Oihan Etchegaray   | FRA  | 5,30 PB  |
| 5     | Nikita Strohaljew  | UKR  | 5,20 PB  |
| 5     | Matteo Oliveri     | ITA  | 5,20 PB  |
| 7     | Alexander Solowjow | ANA  | 5,05     |
| 8     | Marcell Nagy       | HUN  | 4,85     |

20. August

### Weitsprung
| Platz | Athlet           | Land | Weite (m)        |
| ----- | ---------------- | ---- | ---------------- |
| 1     | Erwan Konaté     | FRA  | 8,12 WU20L NU20R |
| 2     | Jhon Berrío      | COL  | 7,97 NU20R       |
| 3     | Kavian Kerr      | JAM  | 7,90 PB          |
| 4     | Gabriel Boza     | BRA  | 7,83             |
| 5     | Bryan Mucret     | FRA  | 7,69             |
| 6     | Gor Beglarjan    | ARM  | 7,69 PB          |
| 7     | Jeremy Zammit    | MLT  | 7,42             |
| 8     | Tomáš Kratochvíl | CZE  | 7,34             |

20. August

### Dreisprung
| Platz | Athlet             | Land | Weite (m)   |
| ----- | ------------------ | ---- | ----------- |
| 1     | Gabriel Wallmark   | SWE  | 16,43 NU20R |
| 2     | Jaydon Hibbert     | JAM  | 16,05 PB    |
| 3     | Simon Gore         | FRA  | 15,85 PB    |
| 4     | Endiorass Kingley  | AUT  | 15,75       |
| 5     | Grigoris Nikolaou  | CYP  | 15,74 PB    |
| 6     | N'Zebou Attoungbre | CIV  | 15,71 PB    |
| 7     | Felipe Izidoro     | BRA  | 15,69       |
| 8     | Graig Briquet      | FRA  | 15,28       |

22. August
Der ursprünglich viertplatzierte Inder Donald Makimairaj wurde nachträglich wegen eines Dopingverstoßes disqualifiziert.

### Kugelstoßen (6 kg)
| Platz | Athlet             | Land | Weite (m) |
| ----- | ------------------ | ---- | --------- |
| 1     | Juan Vázquez       | CUB  | 19,73     |
| 2     | Jauhen Bryhi       | BLR  | 19,70 PB  |
| 3     | Jephté Vogel       | SUI  | 19,16     |
| 4     | Arsalan Ghashghaei | IRI  | 19,00 PB  |
| 5     | Semjon Borodajew   | ANA  | 18,99     |
| 6     | Ilja Misouski      | BLR  | 18,99     |
| 7     | Muhamet Ramadani   | KOS  | 18,97     |
| 8     | Kobe Lawrence      | JAM  | 18,32     |

Finale: 19. August

### Diskuswurf (1,75 kg)
| Platz | Athlet                  | Land | Weite (m)      |
| ----- | ----------------------- | ---- | -------------- |
| 1     | Mykolas Alekna          | LTU  | 69,81 CR NU20R |
| 2     | Ralford Mullings        | JAM  | 66,68 PB       |
| 3     | Raman Chartanowitsch    | BLR  | 62,19 PB       |
| 4     | Sadegh Samimishalamzari | IRI  | 61,07          |
| 5     | Mohammadreza Rahmanifar | IRI  | 59,13 PB       |
| 6     | Trevor Gunzell          | JAM  | 58,32          |
| 7     | Enes Çankaya            | TUR  | 58,10          |
| 8     | Semjon Borodajew        | ANA  | 58,03          |

Finale: 22. August

### Hammerwurf (6 kg)
| Platz | Athlet                 | Land | Weite (m)   |
| ----- | ---------------------- | ---- | ----------- |
| 1     | Jan Doležálek          | CZE  | 77,83 NU20R |
| 2     | Orestis Dousakis       | GRC  | 77,78       |
| 3     | Jean-Baptiste Bruxelle | FRA  | 77,70       |
| 4     | Dawid Piłat            | POL  | 77,09       |
| 5     | Oleg Jakuschkin        | ANA  | 73,31       |
| 6     | Theodoros Ziogas       | GRC  | 72,24       |
| 7     | Ronald Mencía          | CUB  | 71,90       |
| 8     | Davide Costa           | ITA  | 70,62       |

Finale: 20. August

### Speerwurf
| Platz | Athlet                     | Land | Weite (m) |
| ----- | -------------------------- | ---- | --------- |
| 1     | Janne Läspä                | FIN  | 76,46     |
| 2     | Artur Felfner              | UKR  | 76,32     |
| 3     | Chinecherem Nnamdi         | NGR  | 74,48     |
| 4     | Eryk Kołodziejczak         | POL  | 74,06     |
| 5     | Kunwer Ajai Raj Singh Rana | IND  | 73,68     |
| 6     | Jay Kumar                  | IND  | 70,74     |
| 7     | Keyshawn Strachan          | BAH  | 70,30     |
| 8     | Zander van der Merwe       | RSA  | 69,34     |

Finale: 20. August

### Zehnkampf
| Platz | Athlet            | Land | Punkte           |
| ----- | ----------------- | ---- | ---------------- |
| 1     | František Doubek  | CZE  | 8169 WU20L NU20R |
| 2     | Jente Hauttekeete | BEL  | 8053             |
| 3     | José San Pastor   | ESP  | 7430 NU20R       |
| 4     | Ville Toivonen    | FIN  | 7275             |
| 5     | Aleksi Savolainen | FIN  | 7183             |
| 6     | Jef Misplon       | BEL  | 6873             |
| 7     | Alessandro Sion   | ITA  | 6492             |
| 8     | Nikolaj Grønbech  | DEN  | 6489             |

20./21. August

## Frauen

### 100 m
| Platz | Athlet             | Land | Zeit (s)    |
| ----- | ------------------ | ---- | ----------- |
| 1     | Tina Clayton       | JAM  | 11,09 PB    |
| 2     | Beatrice Masilingi | NAM  | 11,39       |
| 3     | Melissa Gutschmidt | SUI  | 11,51       |
| 4     | Praise Ofoku       | NGR  | 11,53       |
| 5     | Ivana Ilić         | SRB  | 11,54       |
| 6     | Viktória Forster   | SVK  | 11,54 NU20R |
| 7     | Kerrica Hill       | JAM  | 11,67       |
| 8     | Eva Kubíčková      | CZE  | 11,76       |

Finale: 19. August, Wind: −0,6 m/s

### 200 m
| Platz | Athlet              | Land | Zeit (s)    |
| ----- | ------------------- | ---- | ----------- |
| 1     | Christine Mboma     | NAM  | 21,84 CR    |
| 2     | Beatrice Masilingi  | NAM  | 22,18       |
| 3     | Favour Ofili        | NGR  | 22,23 NU20R |
| 4     | Lucía Carrillo      | ESP  | 23,51       |
| 5     | Barbora Šplechtnová | CZE  | 23,79       |
| 6     | Marta Zimna         | POL  | 23,85       |
| 7     | Aalliyah Francis    | JAM  | 23,96       |
|       | Brianna Lyston      | JAM  | DSQ         |

Finale: 21. August, Wind: +1,1 m/s

### 400 m
| Platz | Athlet                 | Land | Zeit (s) |
| ----- | ---------------------- | ---- | -------- |
| 1     | Imaobong Nse Uko       | NGR  | 51,55 PB |
| 2     | Kornelia Lesiewicz     | POL  | 51,97 PB |
| 3     | Sylvia Chelangat       | KEN  | 52,23 PB |
| 4     | Priya Mohan            | IND  | 52,77 PB |
| 5     | Precious Molepo        | RSA  | 53,98    |
| 6     | Ella Clayton           | CAN  | 54,10 PB |
| 7     | Tetjana Charaschtschuk | UKR  | 54,49    |
|       | Oneika McAnnuff        | JAM  | DNS      |

Finale: 21. August

### 800 m
| Platz | Athlet                   | Land | Zeit (min) |
| ----- | ------------------------ | ---- | ---------- |
| 1     | Ayal Dagnachew           | ETH  | 2:02,96    |
| 2     | Valentina Rosamilia      | SUI  | 2:04,29    |
| 3     | Elli Eftychia Deligianni | GRC  | 2:04,66    |
| 4     | Veronika Sadek           | SVN  | 2:04,96 PB |
| 5     | Switlana Schulschyk      | UKR  | 2:06,04    |
| 6     | Marina Martínez          | ESP  | 2:06,42    |
| 7     | Avery Pearson            | CAN  | 2:06,42    |
| 8     | Annelies Nijssen         | BEL  | 2:09,55    |

Finale: 21. August

### 1500 m
| Platz | Athlet                | Land | Zeit (s) |
| ----- | --------------------- | ---- | -------- |
| 1     | Purity Chepkirui      | KEN  | 4:16,07  |
| 2     | Diribe Welteji        | ETH  | 4:16,39  |
| 3     | Winnie Jemutai        | KEN  | 4:18,99  |
| 4     | Hiwot Mehari          | ETH  | 4:23,23  |
| 5     | Meryeme Azrour        | MAR  | 4:24,39  |
| 6     | Mireya Arnedillo      | ESP  | 4:26,45  |
| 7     | Maria Talida Sfârghiu | ROU  | 4:26,68  |
| 8     | Ilona Mononen         | FIN  | 4:28,13  |

22. August

### 3000 m
| Platz | Athlet                  | Land | Zeit (s)   |
| ----- | ----------------------- | ---- | ---------- |
| 1     | Teresiah Muthoni Gateri | KEN  | 8:57,78    |
| 2     | Zenah Yego              | KEN  | 8:59,59    |
| 3     | Melknat Wudu            | ETH  | 9:00,12 PB |
| 4     | Prisca Chesang          | UGA  | 9:03,44 PB |
| 5     | Ilona Mononen           | FIN  | 9:30,63    |
| 6     | Agate Caune             | LAT  | 9:45,26    |
| 7     | Semhar Mekonen          | ERI  | 9:46,35    |
| 8     | Naledi Makgatha         | RSA  | 9:13,45 PB |

19. August

### 5000 m
| Platz | Athlet            | Land | Zeit (s) |
| ----- | ----------------- | ---- | -------- |
| 1     | Mizan Alem        | ETH  | 16:05,61 |
| 2     | Melknat Wudu      | ETH  | 16:13,16 |
| 3     | Prisca Chesang    | UGA  | 16:21,78 |
| 4     | Zenah Cheptoo     | KEN  | 16:29,44 |
| 5     | Carla Domínguez   | ESP  | 16:45,79 |
| 6     | Maureen Cherotich | KEN  | 16:58,95 |
| 7     | Oliwia Wawrzyniak | POL  | 17:17,59 |
| 8     | Ankita Dhyani     | IND  | 17:17,68 |

22. August

### 10.000 m Bahngehen
| Platz | Athlet                | Land | Zeit (s)       |
| ----- | --------------------- | ---- | -------------- |
| 1     | Sofia Ramos Rodríguez | MEX  | 46:23,01       |
| 2     | Maële Biré-Heslouis   | FRA  | 47:43,87       |
| 3     | Eliška Martínková     | CZE  | 47:46,28       |
| 4     | Walerija Scholomizka  | UKR  | 48:13,05       |
| 5     | Martina Casiraghi     | KEN  | 48:18,21       |
| 6     | Jelena Sborez         | ANA  | 48:21,52       |
| 7     | Baljeet Kaur          | IND  | 48:58,17 PB    |
| 8     | Margret Gati          | KEN  | 49:15,12 NU20R |

21. August

### 100 m Hürden
| Platz            | Athlet             | Land | Zeit (s) |
| ---------------- | ------------------ | ---- | -------- |
| 1                | Ackera Nugent      | JAM  | 12,95    |
| 2                | Anna Maria Millend | EST  | 13,45    |
| 3                | Anna Tóth          | HUN  | 13,58    |
| 4                | Sonja Stång        | FIN  | 13,63    |
|                  | Weronika Barcz     | POL  | DNF      |
| Viktória Forster | SVK                | DSQ  |          |
| Ditaji Kambundji | SUI                | DSQ  |          |
| Oneka Wilson     | JAM                | DNS  |          |

Finale: 21. August, Wind: +0,8 m/s

### 400 m Hürden
| Platz | Athlet              | Land | Zeit (s) |
| ----- | ------------------- | ---- | -------- |
| 1     | Heidi Salminen      | FIN  | 56,94 PB |
| 2     | Ludivine Aubert     | FRA  | 57,16 PB |
| 3     | Savannah Sutherland | CAN  | 57,27 PB |
| 4     | Angelica Ghergo     | ITA  | 57,69 PB |
| 5     | Marija Tarabanskaja | ANA  | 57,96 PB |
| 6     | Alicja Kaczmarek    | POL  | 58,62    |
| 7     | Moseiha Bridgen     | JAM  | 58,64    |
|       | Garriel White       | JAM  | DNS      |

Finale: 22. August

### 3000 m Hindernis
| Platz | Athlet             | Land | Zeit (s) |
| ----- | ------------------ | ---- | -------- |
| 1     | Jackline Chepkoech | KEN  | 09:27,40 |
| 2     | Zerfe Wondemagegn  | ETH  | 09:35,22 |
| 3     | Faith Cherotich    | KEN  | 09:44,76 |
| 4     | Emebet Kebede      | ETH  | 10:17,52 |
| 5     | Gréta Varga        | HUN  | 10:48,34 |
| 6     | Marta Serrano      | ESP  | 10:49,14 |
| 7     | Şevval Özdoğan     | TUR  | 10:49,79 |
| 8     | Khadija Ennasri    | MAR  | 10:50,66 |

20. August

### 4 × 100 m Staffel
| Platz   | Land                                                              | Athleten                                                          | Zeit (s)       |
| ------- | ----------------------------------------------------------------- | ----------------------------------------------------------------- | -------------- |
| 1       | Jamaika                                                           | Serena Cole Tina Clayton Kerrica Hill Tia Clayton                 | 42,94 WU20R CR |
| 2       | Namibia                                                           | Ndawana Haitembu Beatrice Masilingi Nandi Vass Christine Mboma    | 43,76 NR       |
| 3       | Nigeria                                                           | Praise Ofoku Favour Ofili Anita Taviore Tima Godbless             | 43,90 SB       |
| 4       | Polen                                                             | Dorota Puzio Monika Romaszko Marta Zimna Magdalena Niemczyk       | 44,31 NU20R    |
| 5       | Tschechien                                                        | Eva Kubíčková Tereza Lamačová Barbora Šplechtnová Lucie Mičunková | 44,35          |
| 6       | Südafrika                                                         | Marione Fourie Charlize Eilerd Kayla La Grange Viwe Jingqi        | 45,05 NU20R    |
|         | Finnland                                                          | Tanja Kokkonen Anna Pursiainen Johanna Kylmänen Sonja Stång       | DNF            |
| Italien | Gaya Bertello Elisa Visentin Alessandra Iezzi Arianna Battistella | DSQ                                                               |                |

22. August

### 4 × 400 m Staffel
| Platz | Land       | Athleten                                                             | Zeit (min)    |
| ----- | ---------- | -------------------------------------------------------------------- | ------------- |
| 1     | Nigeria    | Deborah Oke Imaobong Nse Uko Ella Onojuvwevwo Favour Ofili           | 3:31,46 WU20L |
| 2     | Jamaika    | Annalee Robinson Aalliyah Francis Alliah Baker Daena Dyer            | 3:36,57 SB    |
| 3     | Italien    | Alessandra Iezzi Federica Pansini Angelica Ghergo Alexandra Almici   | 3:37,18       |
| 4     | Indien     | Payal Vohra Summy Rajitha Kunja Priya Mohan                          | 3:40,45 SB    |
| 5     | Tschechien | Nikola Bišová Karolína Mitanová Kateřina Matoušková Lucie Zavadilová | 3:41,59       |
| 6     | Südafrika  | Precious Molepo Angelique Strydom Charlize Eilerd Jada van Staden    | 3:43,16 SB    |
| 7     | Äthiopien  | Amarech Zago Hana Tadesse Meheret Ashamo Nigist Getachew             | 3:43,37 SB    |
| 8     | Slowenien  | Eva Murn Veronika Sadek Neža Dolenc Petja Klojčnik                   | 3:49,36       |

22. August

### Hochsprung
| Platz | Athlet                  | Land | Höhe (m)   |
| ----- | ----------------------- | ---- | ---------- |
| 1     | Natalja Spiridonowa     | ANA  | 1,91 PB    |
| 2     | Marithé-Thérèse Engondo | SUI  | 1,89 NU20R |
| 3     | Styliana Ioannidou      | CYP  | 1,87 NU20R |
| 4     | Elisabeth Pihela        | EST  | 1,87 PB    |
| 5     | Merel Maes              | BEL  | 1,84       |
| 6     | Angelina Topić          | SRB  | 1,84       |
| 7     | Federica Apostol        | ROU  | 1,84 PB    |
| 8     | Adelina Chalikowa       | ANA  | 1,84       |

Finale: 22. August

### Stabhochsprung
| Platz | Athlet                | Land | Höhe (m)   |
| ----- | --------------------- | ---- | ---------- |
| 1     | Mirè Reinstorf        | RSA  | 4,15 AU20R |
| 2     | Elise Russis          | FRA  | 4,15       |
| 3     | Heather Abadie        | CAN  | 4,05       |
| 4     | Anastasia Retsa       | GRC  | 4,05       |
| 5     | Petra Garamvölgyi     | HUN  | 4,05       |
| 6     | Luciana Gómez-Iriondo | ARG  | 3,95       |
| 7     | Emma Brentel          | FRA  | 3,95       |
| 8     | Niki Joannidou        | CZE  | 3,80       |

18. August

### Weitsprung
| Platz | Athlet            | Land | Weite (m) |
| ----- | ----------------- | ---- | --------- |
| 1     | Maja Åskag        | SWE  | 6,60 PB   |
| 2     | Shaili Singh      | IND  | 6,59 w    |
| 3     | Marija Horijelowa | UKR  | 6,50 PB   |
| 4     | Shantae Foreman   | JAM  | 6,47 PB   |
| 5     | Tessy Ebosele     | ESP  | 6,46      |
| 6     | Lissandra Campos  | BRA  | 6,35      |
| 7     | Karmen Fouché     | RSA  | 6,32 w    |
| 8     | Ruth Agadama      | NGR  | 6,24      |

Finale: 22. August

### Dreisprung
| Platz | Athlet               | Land | Weite (m) |
| ----- | -------------------- | ---- | --------- |
| 1     | Maja Åskag           | SWE  | 13,75     |
| 2     | Tessy Ebosele        | ESP  | 13,63 PB  |
| 3     | Darja Sopova         | LAT  | 13,60     |
| 4     | Sohane Aucagos       | FRA  | 13,54     |
| 5     | Walerija Wolowlikowa | ANA  | 13,38     |
| 6     | Greta Brugnolo       | ITA  | 13,13     |
| 7     | Alexia Dospin        | ROU  | 13,10     |
| 8     | Saly Sarr            | SEN  | 12,93     |

Finale: 20. August

### Kugelstoßen
| Platz | Athlet                | Land | Weite (m) |
| ----- | --------------------- | ---- | --------- |
| 1     | Miné de Klerk         | RSA  | 17,40     |
| 2     | Pınar Akyol           | TUR  | 16,72     |
| 3     | Dane Roets            | RSA  | 15,61     |
| 4     | Darja Schinkewitsch   | ANA  | 15,34     |
| 5     | Katrin Brzyszkowská   | CZE  | 14,83     |
| 6     | Anastasia Dragomirova | GRC  | 14,57     |
| 7     | Débora Quaresma       | POR  | 14,53     |
| 8     | Büsra Hatun Ekinci    | TUR  | 14,29     |

21. August

### Diskuswurf
| Platz | Athlet                    | Land | Weite (m)   |
| ----- | ------------------------- | ---- | ----------- |
| 1     | Wioletta Ignatjewa        | ANA  | 57,84       |
| 2     | Miné de Klerk             | RSA  | 53,50 AU20R |
| 3     | Alina Nikizenka           | BLR  | 51,47       |
| 4     | Sofia Kessidi             | GRC  | 48,99       |
| 5     | Despoina Areti Filippidou | GRC  | 48,84       |
| 6     | Mahla Mahrooghi           | IRI  | 48,75       |
| 7     | Cedricka Williams         | JAM  | 48,65       |
| 8     | Benedetta Benedetti       | ITA  | 47,49       |

20. August

### Hammerwurf
| Platz | Athlet                | Land | Weite (m)   |
| ----- | --------------------- | ---- | ----------- |
| 1     | Silja Kosonen         | FIN  | 71,64 CR    |
| 2     | Rose Loga             | FRA  | 67,11       |
| 3     | Marjola Bukel         | BLR  | 65,20       |
| 4     | Elísabet Rúnarsdóttir | ISL  | 63,81       |
| 5     | Valentina Savva       | CYP  | 62,18 NU20R |
| 6     | Rachele Mori          | ITA  | 61,94       |
| 7     | Karolina Bomba        | POL  | 61,15       |
| 8     | Estelle Veillas       | FRA  | 59,80       |

Finale: 21. August

### Speerwurf
| Platz | Athlet                    | Land | Weite (m)         |
| ----- | ------------------------- | ---- | ----------------- |
| 1     | Adriana Vilagoš           | SRB  | 61,46 WU20L NU20R |
| 2     | Elina Tzengko             | GRC  | 59,60             |
| 3     | Yiselena Ballar           | CUB  | 55,48             |
| 4     | Rhema Otabor              | BAH  | 55,08 NU20R       |
| 5     | Valentina Barrios         | VEN  | 54,43 PB          |
| 6     | Mckyla van der Westhuizen | RSA  | 53,94             |
| 7     | Veronika Šokota           | CRO  | 53,81             |
| 8     | Esra Türkmen              | TUR  | 53,20             |

19. August

### Siebenkampf
| Platz | Athlet             | Land | Punkte  |
| ----- | ------------------ | ---- | ------- |
| 1     | Saga Vanninen      | FIN  | 5997    |
| 2     | Pippi Lotta Enol   | EST  | 5746 PB |
| 3     | Szabina Szűcs      | HUN  | 5674 PB |
| 4     | Sophie Kreiner     | AUT  | 5652 PB |
| 5     | Klara Koščak       | CRO  | 5434    |
| 6     | Atėnė Šliževičiūtė | LTU  | 5388    |
| 7     | Walerija Muchobrod | UKR  | 5333    |
| 8     | Neea Käyhkö        | FIN  | 4523    |

18./19. August

## Mixed

### 4 × 400 m Staffel
| Platz | Land       | Athleten                                                                                            | Zeit (min) |
| ----- | ---------- | --------------------------------------------------------------------------------------------------- | ---------- |
| 1     | Nigeria    | Johnson Nnamani Imaobong Nse Uko Deborah Oke Bamidele Ajayi Im Vorlauf eingesetzt: Ella Onojuvwevwo | 3:19,70 CR |
| 2     | Polen      | Michał Wróbel Kornelia Lesiewicz Alicja Kaczmarek Patryk Grzegorzewicz                              | 3:19,80 SB |
| 3     | Indien     | Barath Sridhar Priya Mohan .Summy .Kapil                                                            | 3:20,60 SB |
| 4     | Jamaika    | Shaemar Uter Alliah Baker Aalliyah Francis Malachi Johnson                                          | 3:23,04 SB |
| 5     | Südafrika  | Antonie Nortje Precious Molepo Angelique Strydom Lythe Pillay                                       | 3:23,98 SB |
| 6     | Italien    | Stefano Grendene Alexandra Almici Alessandra Iezzi Tommaso Boninti                                  | 3:24,26 SB |
| 7     | Sri Lanka  | Dilshan Udunuwara Tharushi Karunarathna Lakshima Mendis Isuru Bans                                  | 3:26,39 PB |
| 8     | Tschechien | Tadeáš Plaček Nikola Bisová Lucie Zavadilová David Bix                                              | 3:28,51    |

Finale: 18. August